# 紅花寶螺
紅花寶螺（学名：Cypraea helvola）为寶螺科寶螺屬下的一个种。